# Sadalès III
Pour les articles homonymes, voir Sadalès.
Sadalès III (ou Adallas) est un prince astéen de Thrace du Ier siècle av. J.-C. et roi des Odryses de 42 à 31 av. J.-C. Il est peut-être le fils de Sadalès II, son prédécesseur, et peut-être le frère de Cotys VII, son successeur.
À la suite de la bataille de Philippes en 42 av. J.-C., Marc Antoine octroie à Sadalès III le trône des Odryses, car il aurait pris son parti pendant cette guerre. 
Il ne jouit pas longtemps de ce royaume, car Auguste, après la bataille d'Actium, dépouille de leurs états tous les rois qu'Antoine a fait, dont Sadalès III. Cotys VII lui succède.

### Sources partielles
- Félix Cary, Histoire des rois de Thrace et de ceux du Bosphore cimmérien, éd. Desaint et Saillant, 1752 [lire en ligne].
- (en) Ian Mladjov, de l'Université du Michigan, liste des rois odrysiens de Thrace.
- (en) Site hourmo.eu, collection of Greek Coins of Thrace, Index des rois.